# Sisyrinchium biforme
Sisyrinchium biforme är en irisväxtart som beskrevs av Eugene Pintard Bicknell. Sisyrinchium biforme ingår i släktet gräsliljor, och familjen irisväxter. Inga underarter finns listade i Catalogue of Life.